# Målasjön (Vena socken, Småland)
Målasjön är en sjö i Hultsfreds kommun i Småland och ingår i Emåns huvudavrinningsområde. Sjön har en area på 0,141 kvadratkilometer och ligger 128,2 meter över havet.

## Delavrinningsområde
Målasjön ingår i det delavrinningsområde (637930-149569) som SMHI kallar för Mynnar i Hällefors Damm. Medelhöjden är 169 meter över havet och ytan är 36,68 kvadratkilometer. Räknas de 3 avrinningsområdena uppströms in blir den ackumulerade arean 91,77 kvadratkilometer. Lillån (Nyamålaån) som avvattnar avrinningsområdet har biflödesordning 3, vilket innebär att vattnet flödar genom totalt 3 vattendrag innan det når havet efter 125 kilometer. Avrinningsområdet består mestadels av skog (81 procent). Avrinningsområdet har 0,14 kvadratkilometer vattenytor vilket ger det en sjöprocent på 0,4 procent.